# Diego Nunes (MMA)
Pour les articles homonymes, voir Nunes.
Diego Nunes, né le 30 novembre 1982 à Rio Grande do Sul, est un combattant brésilien de MMA. Il évolue actuellement dans la catégorie poids plumes du Bellator MMA.
Sa catégorie est introduite à l'Ultimate Fighting Championship le 28 octobre 2010 après avoir racheté la World Extreme Cagefighting et il est automatiquement engagé dans la plus grande organisation de MMA du monde. C'est un combattant complet ayant fait ses preuves dans tous les domaines.

## Biographie
Il est né au Rio Grande do Sul au Brésil. Il commence à s'entraîner en MMA à l'âge de 13 ans et fait ses premiers combats à l'âge de 15 ans.
Diego comprend vite que le MMA est sa seule porte de sortie, sa famille et lui étant très pauvre. Il décide alors de partir de chez lui et se rend à Rio de Janeiro.
A la capitale, il n'a rien, pas d'amis, pas de logement, pas d'argent mais il garde la foi. Il répondra d'ailleurs à cette question: "As-tu un héros ?" par "Jésus". 
Ce fut une période très dur pour Diego Nunes, qui lâchera quelques larmes lors de son entretien pour le countdown de l'UFC 131.
Aujourd'hui, tout a changé pour lui.
Sa carrière professionnelle débute en 2004 et il s'entraîne actuellement à la Nova União avec son confrère José Aldo.

## Parcours en MMA
Il a combattu dans plusieurs organisations comme le GP, le TFC, le Shooto, la WEC et actuellement l'UFC. Nous ne retiendront que les deux dernières, étant deux organisations majeures.

### World Extreme Cagefighting
Nunes débute à la WEC face à Cole Province lors du WEC 37. Il gagne par décision. Même résultat lors du WEC 42 face à Rafael Dias.
Mais, Diego Nunes s'incline par décision face à LC Davis lors du WEC 44, il concède ainsi sa première défaite. Son palmarès avant ce combat était de 13 victoires à rien.
Il renoue avec la victoire au WEC 49 face à Raphael Assuncao qu'il vainc par décision.
Il continue sur sa lancée avec Tyler Toner au WEC 51.

### Ultimate Fighting Championship
Le 28 octobre 2010, Dana White annonce le rachat de la WEC par l'UFC. Par conséquent, les catégories poids plumes et poids coqs migrent vers l'UFC.
Et donc, le 1er janvier 2011, lors de l'UFC 125, Diego Nunes fait ses débuts à l'UFC, c'est un rêve qui se réalise pour lui, d'autant plus qu'il remportera la victoire face à l'ancien champion de sa catégorie Mike Brown.
A l'UFC 131, il affronte Kenny Florian, descendu en poids plumes. Il perd cet affrontement par décision. Son palmarès actuel est de 16 victoires pour 2 défaites.
A l'UFC 141, il affronte Manny Gamburyan et remporte la victoire par décision unanime des juges (29-28).

## Palmarès en MMA
| Résultat | Record | Adversaire             | Méthode                 | Événement                            | Date              | Round | Temps | Lieu                                 | Notes               |
| -------- | ------ | ---------------------- | ----------------------- | ------------------------------------ | ----------------- | ----- | ----- | ------------------------------------ | ------------------- |
| Défaite  | 19-6   | Joachim Hansen         | KO (poing)              | Superior Challenge 11                | 29 novembre 2014  | 2     | 1:51  | Södertälje, Suède                    |                     |
| Défaite  | 18-6   | Matt Bessette          | Décision partagée       | Bellator 110                         | 28 février 2014   | 3     | 5:00  | Uncasville, Connecticut USA          |                     |
| Défaite  | 18-5   | Patricio Freire        | KO (poing)              | Bellator 99                          | 13 septembre 2013 | 1     | 1:19  | Temecula, Californie USA             |                     |
| Défaite  | 18-4   | Nik Lentz              | Décision Unanime        | UFC on FX: Belfort vs. Bisping       | 19 janvier 2013   | 3     | 5:00  | São Paulo, Brésil                    |                     |
| Victoire | 18-3   | Bart Palaszewski       | Décision Unanime        | UFC on FX: Browne vs. Bigfoot        | 5 octobre 2012    | 3     | 5:00  | Minneapolis, Minnesota, USA          | Combat de la soirée |
| Défaite  | 17-3   | Dennis Siver           | Décision Unanime        | UFC on Fuel TV: Gustafsson vs. Silva | 14 avril 2012     | 3     | 5:00  | Stockholm, Suède                     |                     |
| Victoire | 17-2   | Manny Gamburyan        | Décision Unanime        | UFC 141: Lesnar vs. Overeem          | 30 décembre 2011  | 3     | 5:00  | Las Vegas, Nevada, USA               |                     |
| Défaite  | 16-2   | Kenny Florian          | Décision Unanime        | UFC 131: Dos Santos vs. Carwin       | 11 juin 2011      | 5     | 5:00  | Vancouver, Colombie-Britannique, CAN |                     |
| Victoire | 16-1   | Mike Brown             | Décision Partagée       | UFC 125: Resolution                  | 1er janvier 2011  | 3     | 5:00  | Las Vegas, Nevada, USA               | Début à l'UFC.      |
| Victoire | 15-1   | Tyler Toner            | Décision Unanime        | WEC 51: Aldo vs. Gamburyan           | 30 septembre 2010 | 3     | 5:00  | Broomfield, Colorado, USA            |                     |
| Victoire | 14-1   | Raphael Assunção       | Décision Partagée       | WEC 49: Varner vs. Shalorus          | 20 juin 2010      | 3     | 5:00  | Edmonton, Alberta, CAN               |                     |
| Défaite  | 13-1   | LC Davis               | Décision Unanime        | WEC 44: Brown vs. Aldo               | 18 novembre 2009  | 3     | 5:00  | Las Vegas, Nevada USA                |                     |
| Victoire | 13-0   | Rafael Dias            | Décision Unanime        | WEC 42: Torres vs. Bowles            | 9 août 2009       | 3     | 5:00  | Las Vegas, Nevada USA                |                     |
| Victoire | 12-0   | Cole Province          | Décision Unanime        | WEC 37: Torres vs. Tapla             | 3 décembre 2008   | 3     | 5:00  | Las Vegas, Nevada USA                | Début à la WEC.     |
| Victoire | 11-0   | Marcelo Franca         | Soumission (Guillotine) | Shooto: Brazil 8                     | 30 août 2008      | 1     | 2:20  | Rio de Janeiro, Brésil               |                     |
| Victoire | 10-0   | Henrique Mello         | KO                      | Top Fighting Championships 3         | 2 mai 2007        | 1     | N/A   | Rio de Janeiro, Brésil               |                     |
| Victoire | 9-0    | Luciano Macarrao       | Soumission (Guillotine) | Sul Fight Championships 1            | 16 septembre 2006 | 1     | 4:40  | Santa Catarina, Brésil               |                     |
| Victoire | 8-0    | Jetro Amaral           | Soumission (Armbar)     | Storm Samurai 10                     | 28 janvier 2006   | 1     | N/A   | Brésil                               |                     |
| Victoire | 7-0    | Piri Piri              | Soumission (Guillotine) | Floripa Fight 1                      | 26 novembre 2005  | 1     | 0:55  | Florianópolis, Brésil                |                     |
| Victoire | 6-0    | Einstein Santana       | Soumission (Guillotine) | Battle Front 1                       | 29 mai 2005       | 1     | N/A   | Brésil                               |                     |
| Victoire | 5-0    | Jorge dos Santos Velho | TKO                     | GP: Tornado 5                        | 19 mars 2005      | 1     | N/A   | Brésil                               |                     |
| Victoire | 4-0    | Giovani Diniz          | KO                      | Profight Championships 3             | 31 janvier 2005   | N/A   | N/A   | Brésil                               |                     |
| Victoire | 3-0    | Lindomar Silva         | Soumission (Guillotine) | GP: Tornado 3                        | 28 octobre 2004   | N/A   | N/A   | Brésil                               |                     |
| Victoire | 2-0    | Michel Michel          | KO                      | GP: Tornado 2                        | 18 juillet 2004   | 1     | 0:30  | Brésil                               |                     |
| Victoire | 1-0    | Jorge dos Santos Velho | TKO (Poings)            | Copa Gaucha: Fight Center 2          | 15 mai 2004       | 2     | N/A   | Caxias do Sul, Brésil                |                     |